# Pestemal

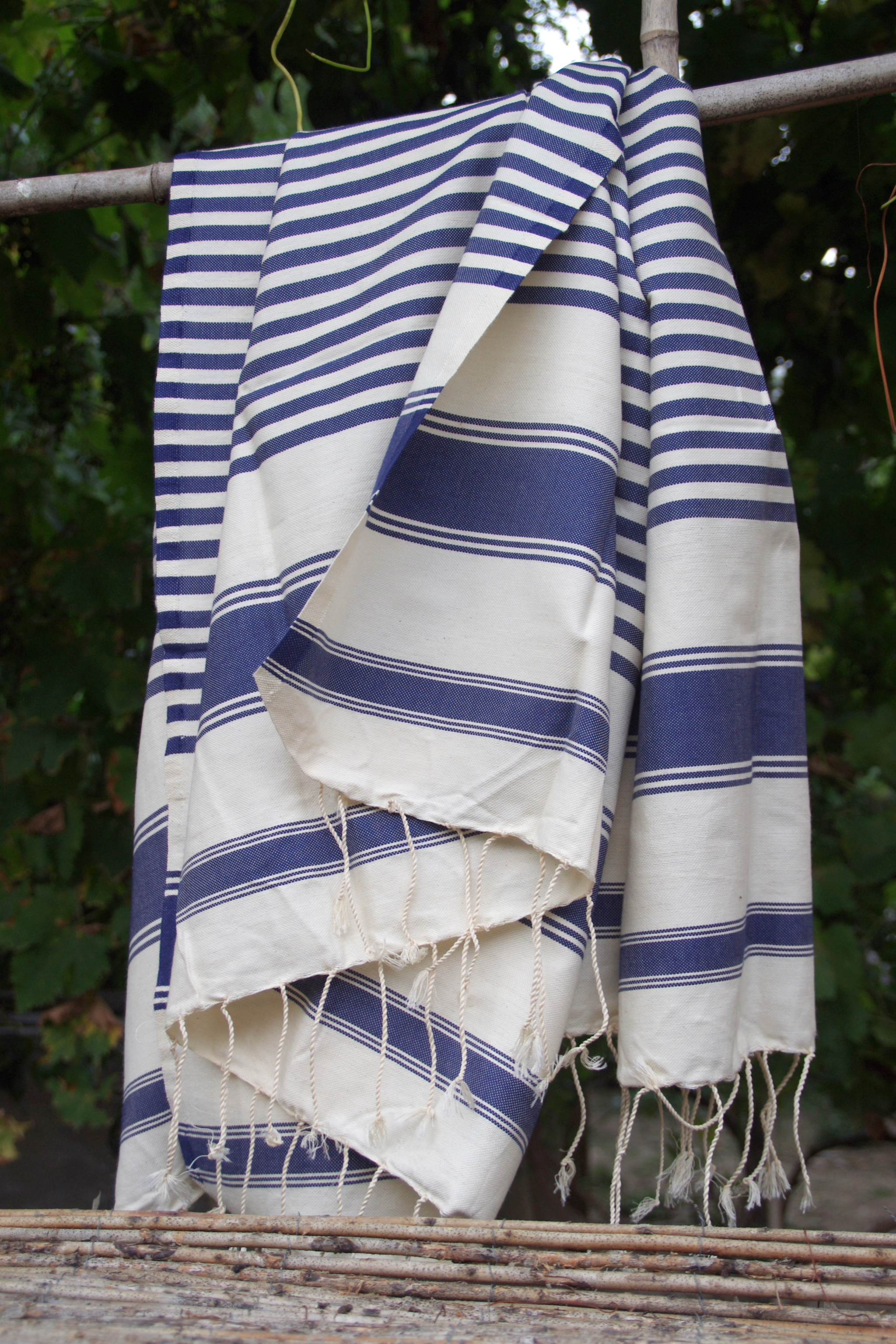
Beispiel für ein Pestemal

Ein Pestemal (türkisch peştamal, deutsch Hamam-Tuch) ist ein traditionelles türkisches Tuch, das unter anderem im orientalischen Dampfbad Hammām verwendet wird. Das Pestemal ist in der Regel sehr leicht und sehr saugfähig.
Die Herstellung eines echten Pestemals erfolgt ausschließlich aus Baumwolle. Zu Beginn des Bades erhält es der Gast zusammen mit einem Stück Seife und einer Hammam-Schale (Tas).
Männer verwenden es als Lendentuch im Hamam; Damen verwenden es als Wickeltuch zur Körperbedeckung.